# Retable de Saint-Jean-Chrysostome

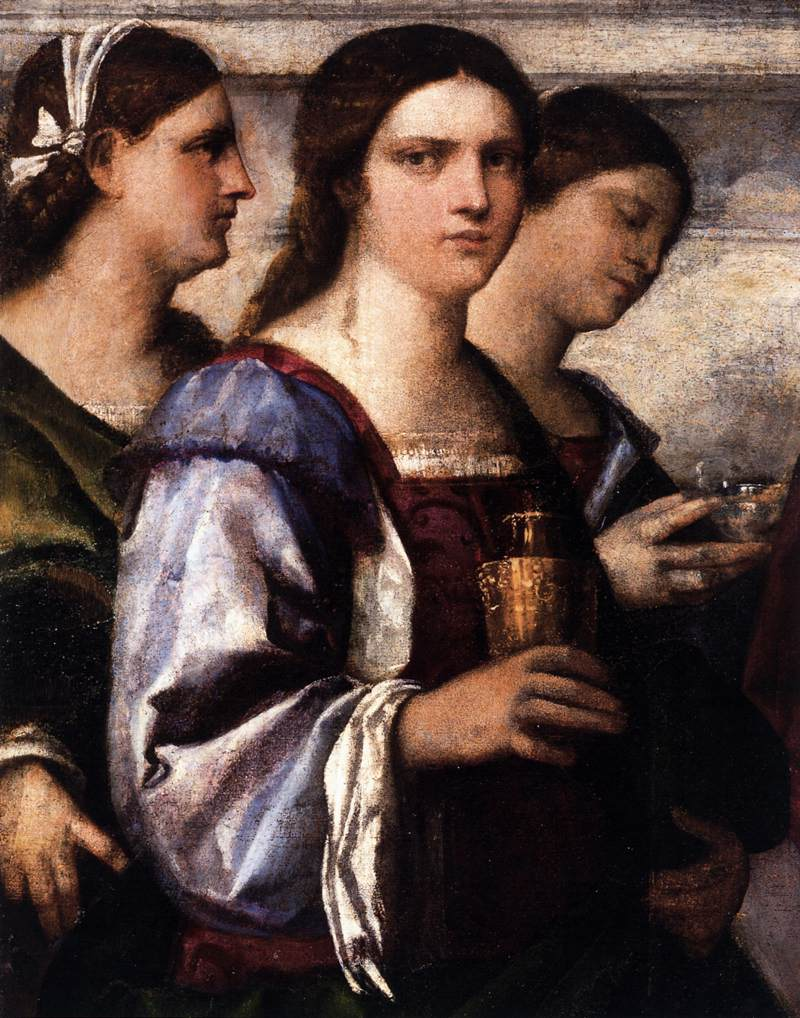
Détail, Marie Madeleine.

Le Retable de Saint-Jean-Chrysostome est une peinture à l'huile sur toile (165 × 200 cm) réalisée par Sebastiano del Piombo, datable de 1510-1511, et exposée dans l'église San Giovanni Grisostomo à Venise.

## Histoire
L'œuvre a été commandée par testament (daté du 13 avril 1509) par Caterina Contarini Morosini pour être réalisée après la mort de son mari Nicolò, décédé plus tard en mai 1510. Le nom de l'artiste n'est pas mentionné et dans le passé, à commencer par Giorgio Vasari (1550), l'œuvre était attribuée à Giorgione. Vasari lui-même, cependant, dans son ouvrage Les Vies des meilleurs peintres, sculpteurs et architectes (édition de 1568) a admis l'erreur et l'a l'attribuée à Sebastiano del Piombo car Giorgione, mort en octobre 1510,  à cette date  ne pouvait l'avoir réalisée compte tenu du temps qu'il fallait attendre pour obtenir les crédits du legs et préparer l'ouvrage pour la réalisation d'un grand retable, l'œuvre ne pouvait être qu'à peine ébauchée.
L'analyse stylistique a confirmé la main du jeune Sebastiano del Piombo pour une série d'éléments compositionnels, chromatiques et spatiaux.

## Description et style
Le thème de la Conversation sacrée est ici résolu de manière asymétrique, avec au centre la figure assise et surélevée de quelques marches de saint Jean Chrysostome, titulaire de l'église, qui avec une position naturelle et informelle, place la mitre sur un étagère derrière lui. Il a l'intention d'écrire, permettant à l'observateur de voir son livre ouvert, dans lequel des fragments d'un texte sacré en grec sont visibles. Ce détail, d'une saveur délicieusement érudite, pourrait avoir été influencé par la fréquentation de personnalités littéraires de la ville.
Flanqués du saint protagoniste, différemment disposés, deux groupes de saints, féminins à gauche (Catherine d'Alexandrie, Marie de Magdala et Lucie de Syracuse) et masculins à droite (Nicolas de Myre, Jean le Baptiste et Liberale). La jeune fille qui a servi de modèle pour la Madeleine au premier plan, apparaît également dans deux portraits se rapportant à cette même période : Salomé avec la tête du Baptiste (Londres) et le Portrait d'une femme en vierge sage (Washington).
Derrière eux se déroule une architecture classique qui occupe la moitié du retable : tandis que le côté droit a un large paysage en arrière-plan, avec un village au sommet d'une colline, un motif destiné à avoir de la chance[Quoi ?] dans la lagune (repris dans la Madonna di Ca' Pesaro du Titien). Malgré les décalages délibérés, l'espace est présenté comme unitaire et grandiose, avec les « masses articulées, resserrées dans leur complexité » et des subtilités comme le contrepoint entre les poses des deux saints à droite, l'un penché en avant et l'autre en arrière. Les tons sourds sont ceux du tonalisme .
La grande modernité de l'œuvre se manifeste également dans l'exclusion de la vue frontale des retables traditionnels et du ton résigné et serein des personnages représentés dans un paysage crépusculaire paisible. Giovanni Bellini a repris la pose du saint central dans le retable des Saint Jérôme lisant avec saint Christophe et saint Louis de Toulouse installé dans la même église.

## Analyse
Peint vers 1509, le retable précède donc celui de Bellini, à droite de la nef, signé et daté de 1513. La comparaison démontre que Bellini, âgé de plus de soixante-dix ans, était capable d'assimiler les idées d'artistes plus jeunes. Au cœur des deux retables, un vieil homme lit sans voir les saints qui l'entourent. Le groupe de Sebastiano est plus lié et plus nombreux : à droite, le Baptiste dont le regard est tourné vers l'intérieur est équilibré par trois beautés vénitiennes qui regardent devant elles ou vers le spectateur. Les figures sont placées dans un décor architectural, peut-être moins développé, plus anecdotique et moins important que sur les Portes d'orgue avec des saints. La pose du Baptiste manque peut-être de naturel ; il contraste avec les saintes majestueuses, debout comme des colonnes animées sous le piédestal de l'immense fût derrière le vieil homme plongé dans son livre.

## Articles annexes
- Haute Renaissance
- Renaissance vénitienne
- Saint Jérôme lisant avec saint Christophe et saint Louis de Toulouse